# Kucoby

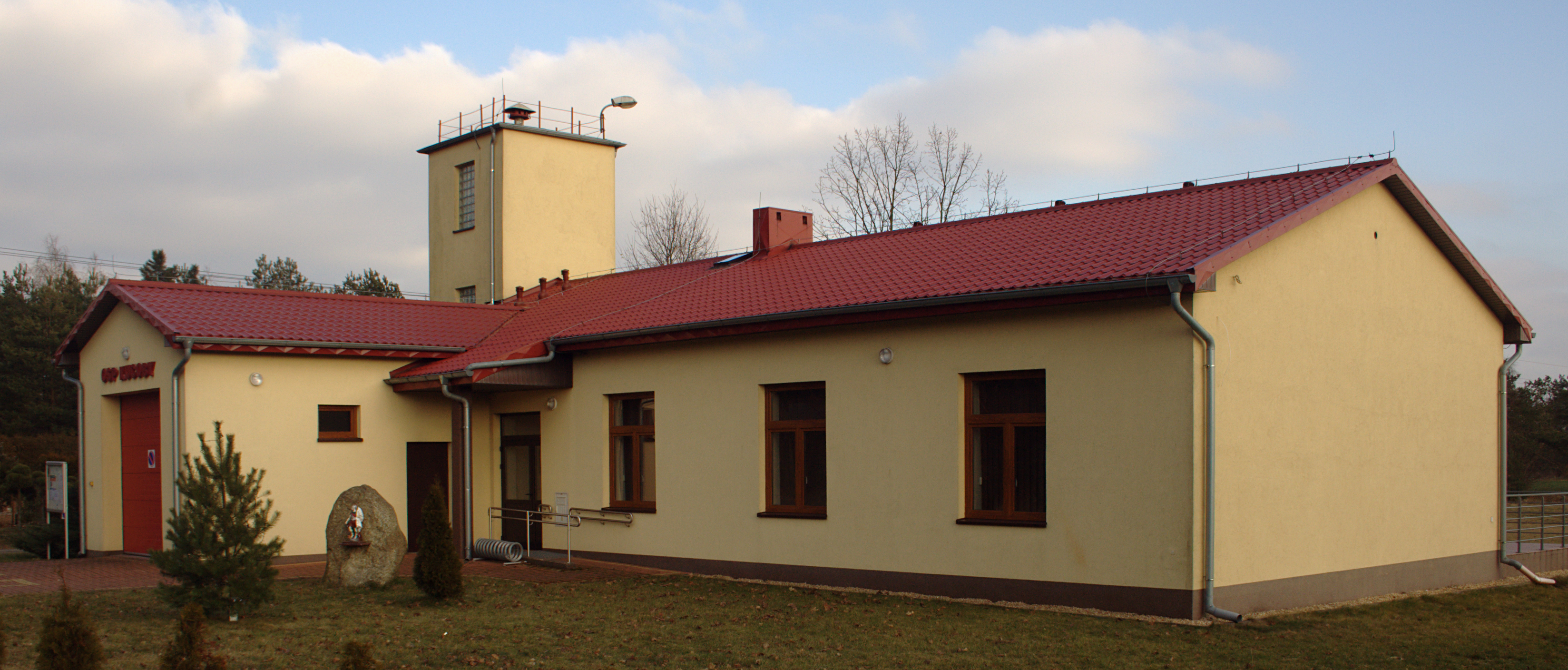
Freiwillige Feuerwehr OSP Kucoby

Kucoby (1945–2005 Kuczoby, deutsch Kutzoben) ist eine Ortschaft in Oberschlesien. Sie liegt in der Gmina Olesno (Rosenberg OS) im Powiat Oleski in der Woiwodschaft Opole (Oppeln).

## Geographie

### Geographische Lage
Kucoby liegt im nordöstlichen Teil Oberschlesiens im Rosenberger Land. Das Dorf Kucoby liegt rund 15 Kilometer südöstlich der Kreisstadt Olesno und etwa 63 Kilometer nordöstlich der Woiwodschaftshauptstadt Opole. Östlich des Dorfes liegt die Grenze zur Woiwodschaft Schlesien.
Der Ort liegt in der Wyżyna Woźnicko-Wieluńska (Woischnik-Wieluńer Hochland) innerhalb der Próg Herbski (Herbyer Schwelle). Südlich und nördlich des Dorfes liegen weitläufige Waldgebiete.  Kucoby liegt an der Lisswarthe.

### Nachbarorte
Nachbarorte von Kucoby sind im Osten Nowa Kuźnica (Neuhammer), im Südosten Stany (Aufhalt) und im Südwesten Borki Wielkie (Groß Borek).

## Geschichte

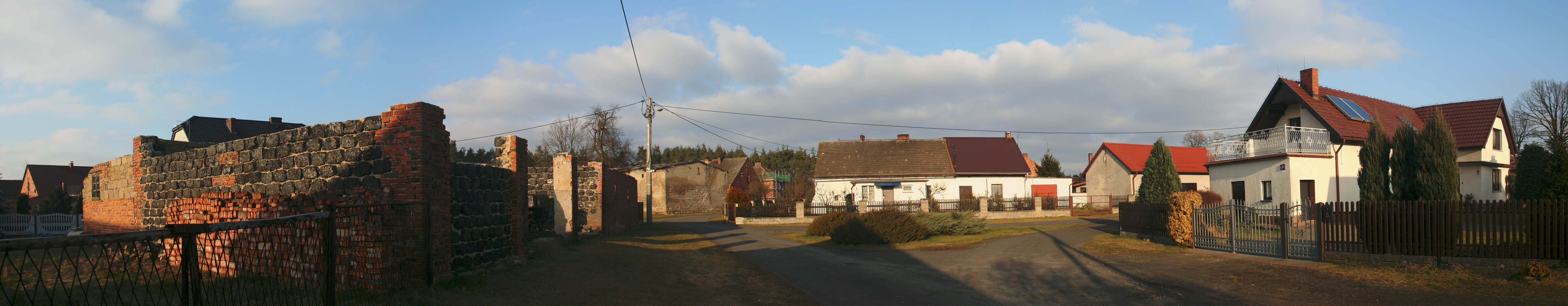
Ortsmitte von Kucoby

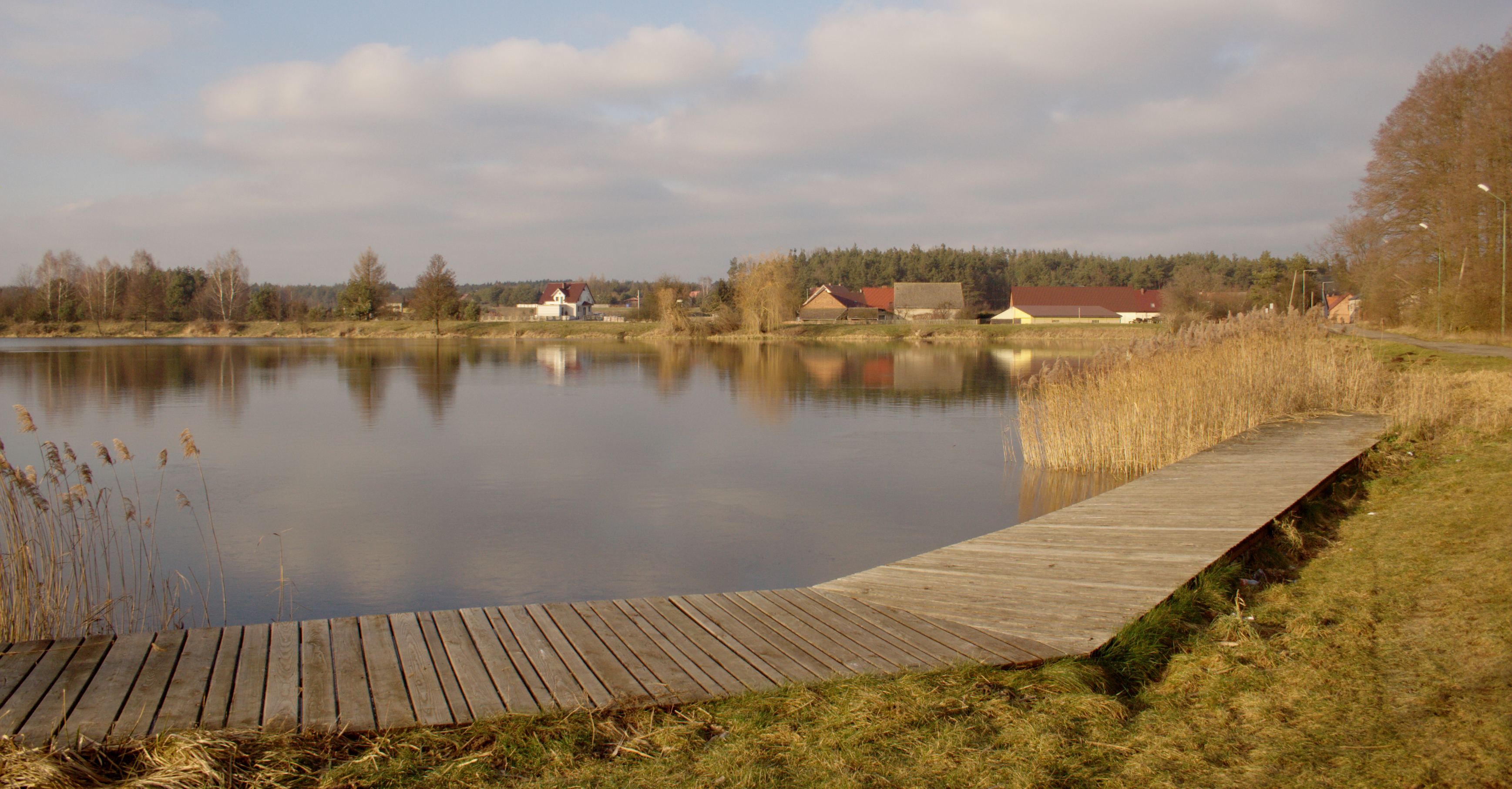
Dorfteich

Der Ortsname bedeutet in etwa Hüttenwald.
Nach dem Ersten Schlesischen Krieg 1742 fiel Kutzoben mit dem größten Teil Schlesiens an Preußen. 
Nach der Neuorganisation der Provinz Schlesien gehörte die Landgemeinde Kutzoben ab 1816 zum Landkreis Rosenberg O.S. im Regierungsbezirk Oppeln. 1845 bestanden im Dorf ein gräflicher hoher Ofen und 34 Häuser. Im gleichen Jahr lebten in Kutzoben 273 Menschen, davon 16 evangelisch und zwei jüdisch. 1865 hatte das Dorf 17 Bauern, 15 Häuslerstellen und 18 Einlieger. 1874 wurde der Amtsbezirk Bodzanowitz  gegründet, welcher aus den Landgemeinden Bodzanowitz, Kutzoben, Neu Karmunkau, Ulrikendorf Kolonie und Wichrau und den Gutsbezirken Bodzanowitz, Neu Karmunkau und Wichrau bestand. 1885 zählte Kutzoben 214 Einwohner.
Bei der Volksabstimmung in Oberschlesien am 20. März 1921 stimmten 89 Wahlberechtigte für einen Verbleib Oberschlesiens bei Deutschland und 74 für eine Zugehörigkeit zu Polen. Nach der Teilung Oberschlesiens verblieb Kutzoben beim Deutschen Reich. Am 30. September 1928 wurde Kutzoben nach Botzanowitz eingemeindet. Bis 1945 befand sich der Ort im Landkreis Rosenberg O.S.
1945 kam der bis dahin deutsche Ort unter polnische Verwaltung und wurde anschließend der Woiwodschaft Schlesien angeschlossen und ins polnische Kuczoby umbenannt. 1950 kam der Ort zur Woiwodschaft Oppeln. 1999 kam der Ort zum wiedergegründeten Powiat Oleski. 2005 wurde der Ortsname von Kuczoby in Kucoby geändert.

## Sehenswürdigkeiten
- Dorfteich
- Wegekreuz
- Reiterhof „Podsiadlowo“

## Vereine
- Freiwillige Feuerwehr OSP Kucoby.